# Городское поселение Уваровка
Городское поселение Уваровка — упразднённое 8 февраля 2018 года муниципальное образование в бывшем Можайском муниципальном районе Московской области.
Крупнейший населённый пункт — рабочий посёлок Уваровка. Площадь территории городского поселения составляет 13 689 га (136,89 км²).

## Население
| 2006  | 2007  | 2008  | 2009  | 2010  | 2011  |
| ----- | ----- | ----- | ----- | ----- | ----- |
| 4501  | ↗4514 | ↘3150 | ↗4527 | ↗4846 | ↗4955 |
| 2012  | 2013  | 2014  | 2015  | 2016  | 2017  |
| →4955 | ↗5048 | ↗5054 | ↘5044 | ↘4984 | ↘4947 |
| 2018  |       |       |       |       |       |
| ↘4861 |       |       |       |       |       |

## Населённые пункты городского поселения Уваровка
Городское поселение Уваровка включает 22 населённых пункта:
| Вид             | Наименование                     | Население, чел. |
| --------------- | -------------------------------- | --------------- |
| деревня         | Акиньшино                        | 24              |
| деревня         | Бараново                         | 286             |
| деревня         | Бурково                          | 3               |
| деревня         | Власово                          | 11              |
| деревня         | Воронино                         | 0               |
| деревня         | Гриднево                         | 53              |
| деревня         | Ерышово                          | 12              |
| деревня         | Золотилово                       | 4               |
| деревня         | Колоцкое                         | 24              |
| деревня         | Копытово                         | 9               |
| деревня         | Корытово                         | 1               |
| деревня         | Митьково                         | 19              |
| деревня         | Пасильево                        | 72              |
| деревня         | Праслово                         | 55              |
| деревня         | Прокофьево                       | 0               |
| деревня         | Сады                             | 17              |
| деревня         | Суконниково                      | 29              |
| деревня         | Сычи                             | 4               |
| рабочий посёлок | Уваровка                         | 3170            |
| деревня         | Фёдоровское                      | 2               |
| посёлок         | центральной усадьбы Уваровский-2 | 14              |
| деревня         | Шохово                           | 692             |

На официальном сайте городского поселения также указывается деревня Заболотье, которая отсутствует в ОКАТО и законах Московской области.

## Власть
В феврале 2013 года Можайский городской суд удовлетворил исковые требования прокурора Можайской городской прокуратуры о досрочном прекращении полномочий председателя Совета депутатов Игоря Арансона. Новым председателем стал Рощин Вячеслав Александрович.
Глава городского поселения — Данилянц Ашот Эрнестович.
Председатель Совета депутатов — Рощин Вячеслав Александрович.